# Adobe Atmosphere
Adobe Atmosphere, ein Produkt des Softwareherstellers Adobe Inc., ist eine Autorenumgebung zur Erstellung von interaktiven 3D-Szenen, eingebettet in Webseiten oder PDF-Dokumenten.
Atmosphere-Szenen können 3D-Objekte, Audio-, Video- und Flash-Objekte in einem dreidimensionalen Raum vereinen, der von mehreren Benutzern gleichzeitig erkundet werden kann. Die Benutzer, dargestellt als Avatare, können untereinander kommunizieren und interagieren. Die integrierte Havok-Physik-Engine ermöglicht realistische Simulationen physikalischer Gesetze (zum Beispiel Schwerkraft, Fliehkraft etc.).
Adobe Atmosphere besteht aus drei Komponenten:
- Der kostenlose Atmosphere Player dient als Plug-in im Windows Internet Explorer oder Adobe Reader zum Begehen und Erkunden interaktiver 3D-Szenen.
- Mit der Atmosphere-Autorenumgebung können 3D-Szenen gestaltet und publiziert werden.
- Der öffentliche Atmosphere Collaboration Server ermöglicht die Kommunikation und Synchronisation der Szenen und Benutzer.

Seit dem 19. Dezember 2004 wird das Produkt nicht mehr weiterentwickelt oder verkauft.